# Villa Le Mozzete
Villa Le Mozzete si trova nel comune di San Piero a Sieve (FI), al bivio di Scarperia con Borgo San Lorenzo. 

## Storia
L'attuale Villa Corsini delle Mozzete è l’estensione di una Torre Longobarda del VI secolo, che faceva parte della Contea degli Ubaldini, e che fu "mozzata" nel tardo Medioevo dando così il nome alla Villa. I Medici la costruirono nel XIV secolo, e usarono la proprietà come granaio alle dipendenze della Villa di Cafaggiolo. Le Mozzete passarono poi per via matrimoniale ad alcune prestigiose casate fiorentine per finire ai marchesi Rinuccini e ai principi Corsini.
In occasione del matrimonio fra Eleonora Rinuccini e Neri Corsini nel 1834, La Villa fu ampliata con l’aggiunta di due saloni frontali, affrescati con stemmi di famiglia, che si affacciano sul grande prato del parco romantico all’inglese, appena costruito.
Grande dimora di campagna, Le Mozzete, nel periodo della caccia, accoglieva fino a cento ospiti e domestici.  Durante il periodo di Firenze capitale d’Italia (1865-1871), la Villa ospitò personaggi di primo piano fra i quali il primo Re d’Italia Vittorio Emanuele II. Nei primi del ‘900 furono create una delle prime scuderie di purosangue in Italia, col nome di razza “San Piero”, e i cavalli presero i nomi degli affluenti del locale fiume Sieve. Fra questi, i più importanti furono Carza e Carlone, quest’ultimo vincitore del Derby di Milano. Inoltre nei pressi della villa, lungo il fiume Sieve fu creato un grande ippodromo che richiamava gente da tutta Italia.
La Villa ed il Parco furono danneggiati durante la II Guerra Mondiale (battaglia sulla Linea Gotica-1944) ma il restauro, fedele e accurato, ha riportato questa storica dimora al suo originale spirito di bellezza e serenità.
La villa oggi è aperta al pubblico ed ospita eventi matrimoniali, culturali, eventi di beneficenza e alcune feste paesane di San Piero a Sieve.

## Parco
Il grande giardino di derivazione medicea fu trasformato in parco romantico all’inglese verso la metà dell’800, ed abbellito ulteriormente all’epoca dell’Unità d’Italia. Si estende su una superficie di circa 4 ettari, con un grande prato centrale a forma di cuore a cui si accede passando sotto due magnifici faggi piangenti, e contiene piante secolari fra le quali spicca un cedro del libano, catalogato fra gli alberi monumentali d’Italia.
Questo cedro, piantato nel 1861 per l’Unità d’Italia, si è sviluppato da una pigna portata in dono dal poeta francese Alphonse de Lamartine e proveniente da un cedro a lui dedicato sui Monti del Libano. Il libro “I Patriarchi Verdi” lo segnala scrivendo: “anche scandagliando tutto il territorio nazionale non si trovano più di cinque alberi – tutte le specie incluse – disposti a superarlo”. La chioma è di 40 metri e la circonferenza di 9,50 metri. Ha subito fulmini a più riprese l’ultimo dei quali “a ciel sereno” l’8 agosto 1995. Gli esperti della Forestale stimano che beva in media annua 1m³ al giorno, con punte superiori a 5m³.
Fra le altre piante monumentali di questo parco, ci sono le altre due varietà di cedri, quella della catena dell’atlante in Africa e quella dell’Asia, così come bellissime magnolie, tassi, querce piramidali, querce dentate (fra le quali quella dell’Imperatore Giapponese) e diversi tipi di pini e di sequoie.